# Tamasp I
Tamasp I, född 1514, död 1576, var en iransk monark ur den Safavidiska dynastin. Han var regerande shah av Iran mellan 1524 och 1576.